# Okolica (matematika)
Okólica je eden od osnovnih pojmov matematične topologije. Intuitivni pomen je razviden že iz besede same: okolica točke p je množica vseh točk, ki so v nekem smislu blizu točke p.

## Definicija
Natančna definicija pojma okolica je odvisna od topološke zgradbe prostora, ki ga opazujemo. V vsakem topološkem prostoru obstaja družina množic, ki jim pravimo odprte množice (tej družini pravimo topologija prostora). Množica V je okolica točke p, če obstaja vsaj ena odprta množica, ki vsebuje točko P in v celoti leži v množici V.

## Okolice v metričnem prostoru
V metričnem prostoru je definirana metrika (razdalja) med poljubnima dvema točkama. To nam omogoča, da v metričnem prostoru definiramo sistem bazičnih okolic dane točke p:
Za poljuben pozitiven ε obstaja ε-okolica (beri: epsilonska okolica), ki jo označimo
{\displaystyle {\mathcal {O}}_{\varepsilon }(p)=\{x;d(x,p)<\varepsilon \}}
To pomeni, da je ε-okolica točke p množica vseh točk, ki so od p oddaljene za manj kot ε. Vse tako definirane okolice točke p (za različne vrednosti ε) skupaj sestavljajo sistem bazičnih okolic. Vsaka druga okolica točke p mora vsebovati vsaj eno bazično okolico te točke.

Najpreprostejši zgled za metriko je kar običajna razdalja, ki jo imenujemo tudi evklidska metrika. Če tako razdaljo uporabimo v ravnini, je bazična okolica točke p kar odprt krog (tj. krog brez roba) okoli točke p. Analogno je v prostoru bazična okolica odprta krogla okoli točke p. Če isti princip uporabimo na premici, ugotovimo, da je 
ε-okolica točke p odprta daljica oziroma odprti interval (p − ε,p + ε).